# Dagsås kyrka
Dagsås kyrka är en kyrkobyggnad belägen vid den västra sidan av Ottersjön i Varbergs kommun. Kyrkan tillhör sedan 2006 Sibbarp-Dagsås församling (tidigare Dagsås församling) i Göteborgs stift.

## Historia
Den första kyrkan uppfördes på 1200- eller 1300-talet. Ett rektangulärt långhus av sten byggdes först ut åt öster på 1690-talet och 1791 tillkom ett torn i trä. Denna byggnad totalförstördes vid en brand den 7 januari 1912. 

## Kyrkobyggnaden
Återuppbyggnaden kunde ske med utgångspunkt från den äldre kyrkans murar, efter ritningar av Axel Lindegren och invigningen ägde rum den 3 november 1914. Byggnaden kom att bestå av ett rektangulärt långhus med tresidigt korparti, utbyggt vapenhus i sydväst (vilket 1984 omdanades till sakristia) och kyrktorn i väster. Huvudingång genom tornets bottenvåning. 
Såväl exteriör som interiör återger i stora drag den äldre föregångare. Murarna är vitputsade, både ut- och invändigt och genombryts av stickbågiga fönsteröppningar. Långhusets sadeltak är valmat över den tresidiga östmuren. Kyrktornet kröns av en huv med sluten lanternin. Samtliga yttertak är tegeltäckta. 
Kyrkans interiör har ett målat tunnvalv av trä, med svagt markerad taklist. Innertaket är förhöjt ovan orgelläktaren. Vid byggnadens uppförande tillkom en helt ny inredning, som griper tillbaka på historiska förebilder.

## Inventarier
- Altartavlan är en kopia av Johan Thomas Skovgaards målning föreställande Jesus som tolvåring i Jerusalems tempel.
- En tavla med motivet Jesu dop i floden Jordan, vilket är en kopia av en österrikisk målning, hänger till höger i koret.
- Predikstolen av trä, altaruppsatsen och dopfunten tillverkades 1914 av firman Martin Bernhard Wallström.[1] Dopfunten av glaserat lergods utgör en kopia av den ursprungliga dopfunten från 1578, vilken förvaras på Hallands konstmuseum i Halmstad.
- Nuvarande dopfat i mässing tillverkades 1950 av konstsmeden Lars Holmström. Det ursprungliga mässingsfatet från 1631 saknas efter branden.
- På altaret står ett krucifix från 1978, som förmodligen är ett sydtyskt hantverk.
- I tornet hänger en klocka som göts 1914 på Götaverken av malmen från de två tidigare av branden förstörda klockorna (varav lillklockan var gjuten av Abraham Wetterholtz 1768)[2]. Diameter: 95 cm. Vikt: 550 kg.

### Orgel
Den pneumatiska orgeln tillverkades 1938 av Bo Wedrup och omdisponerades 2006. Den har tio stämmor fördelade på två manualer och pedal.

## Bilder

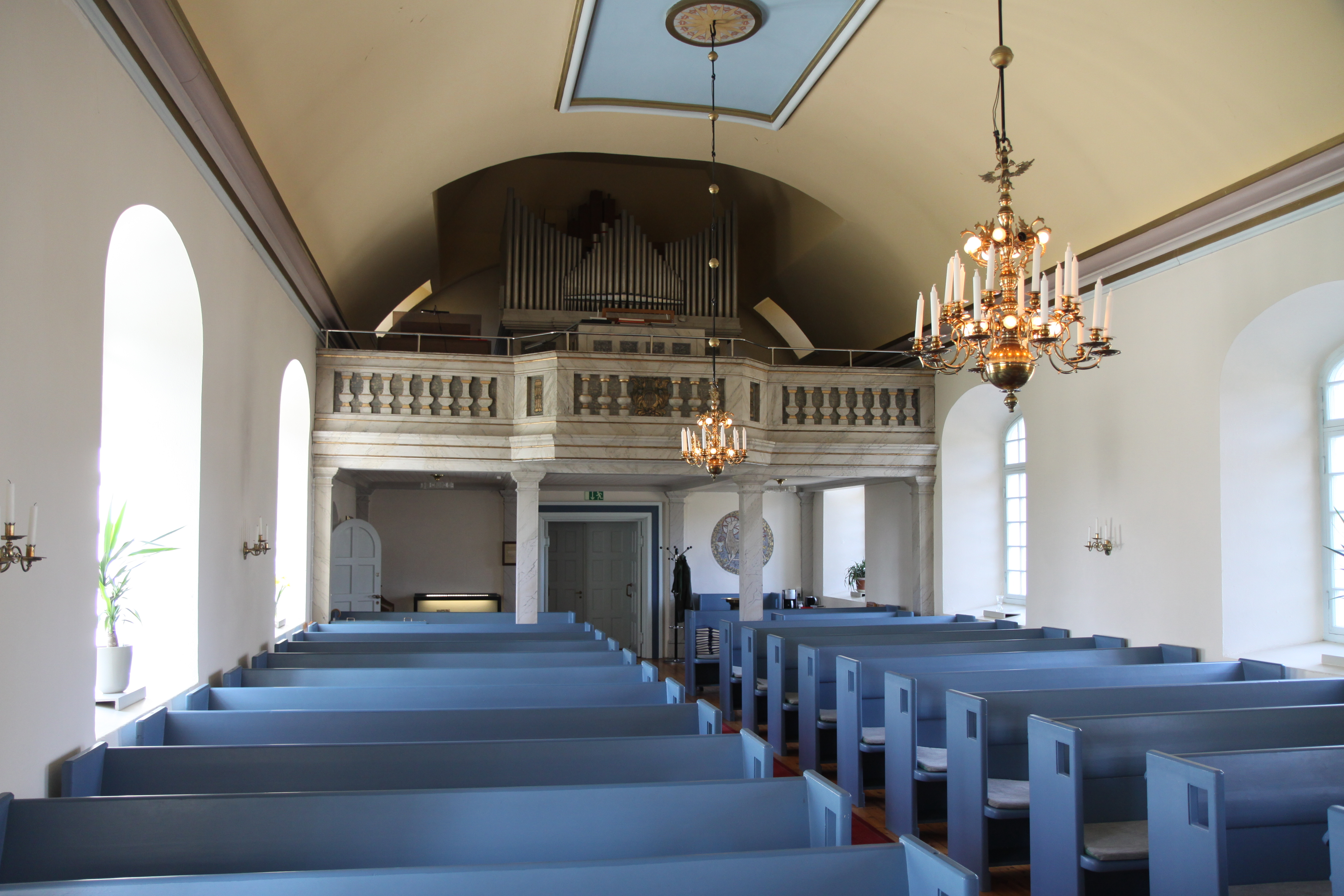
Interiör mot orgelläktaren och ingången.
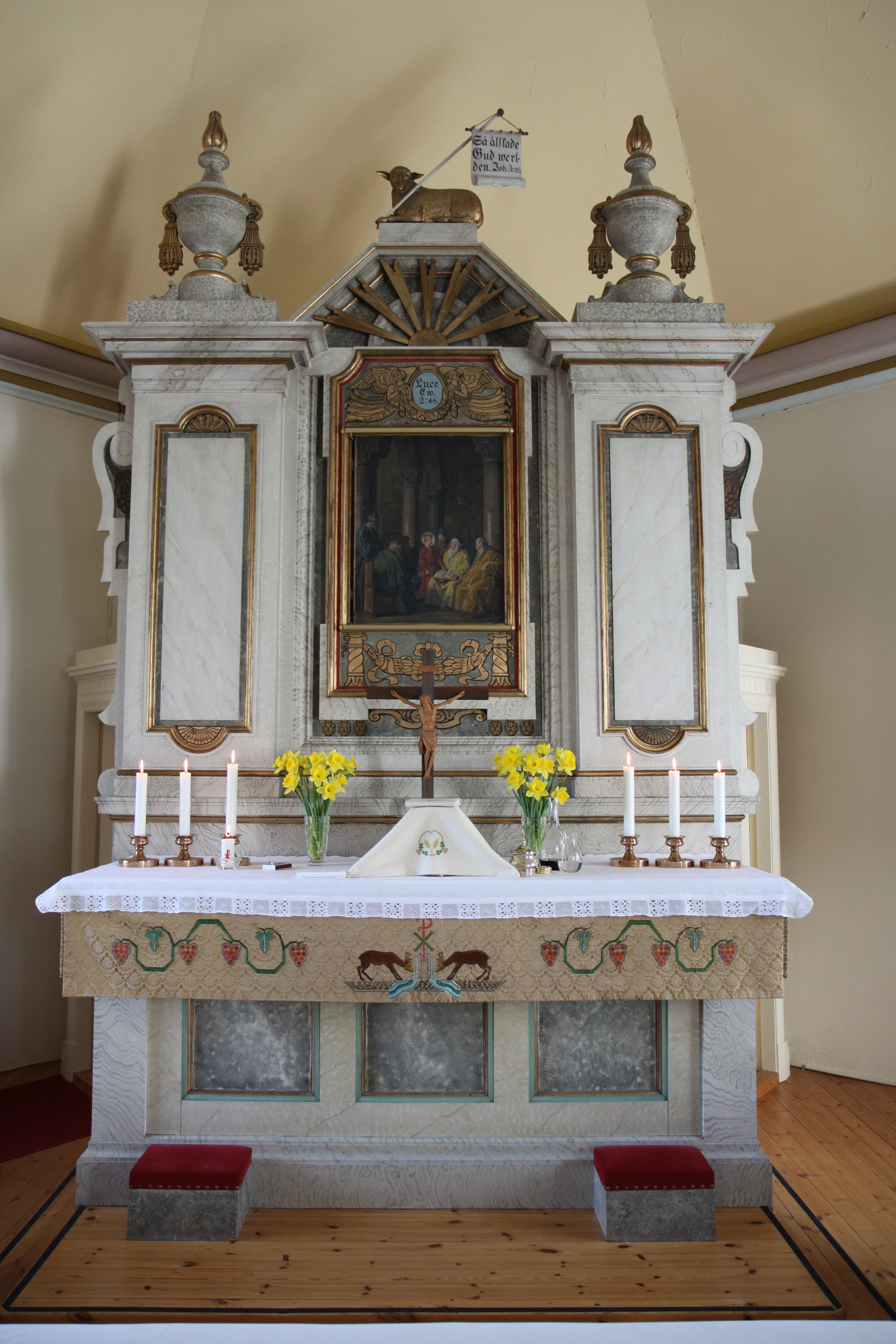
Altaruppsatsen.
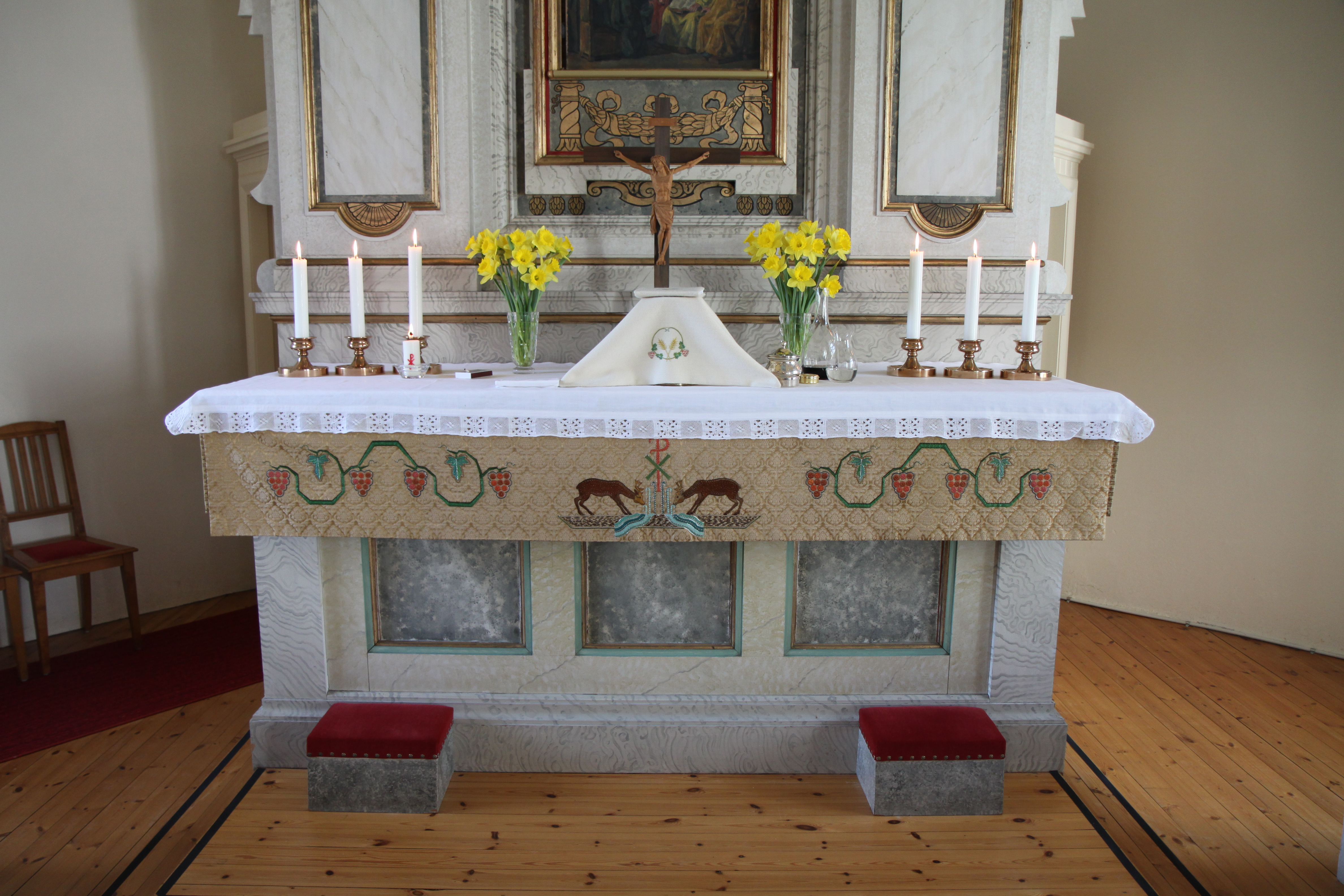
Altaret.
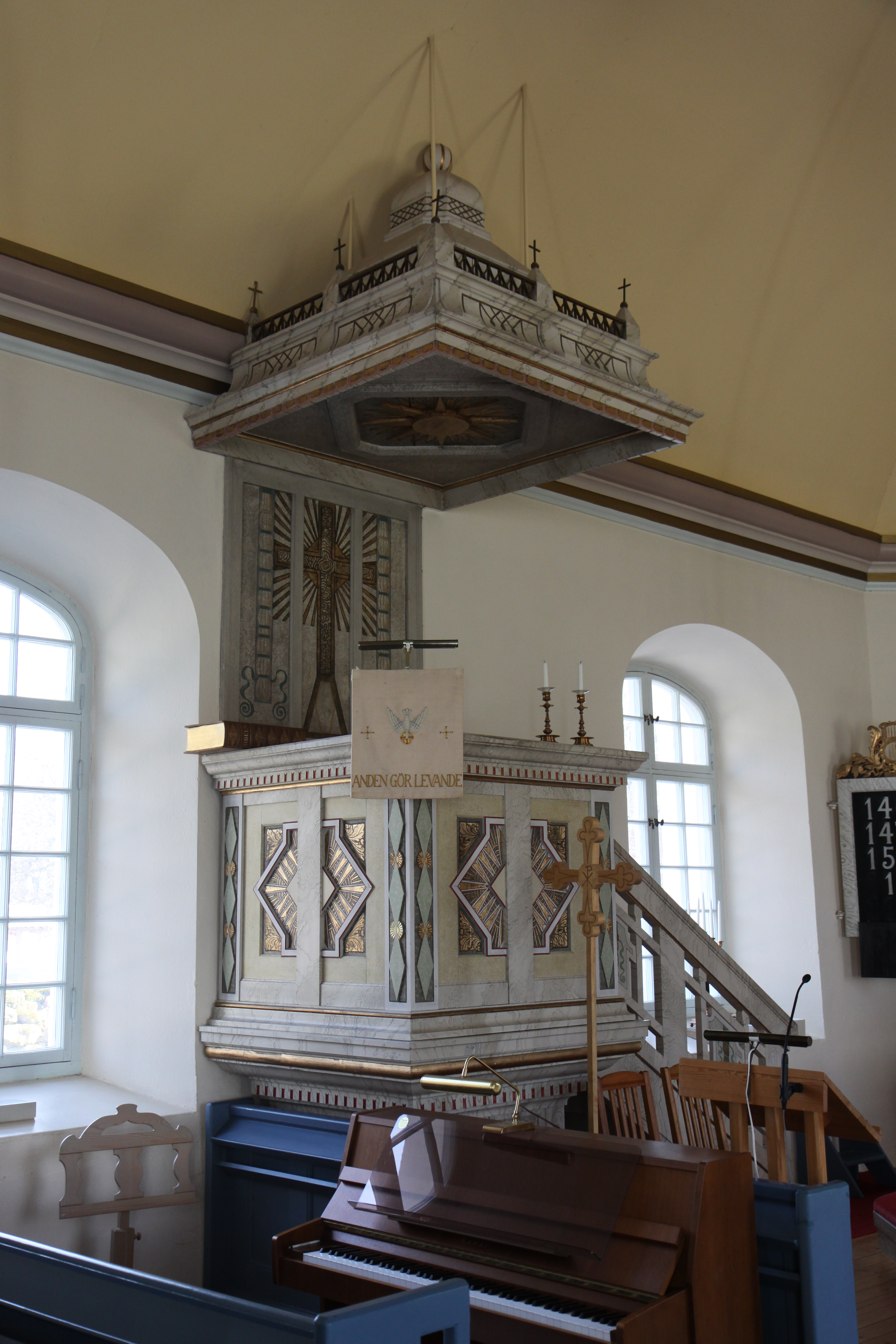
Predikstolen.
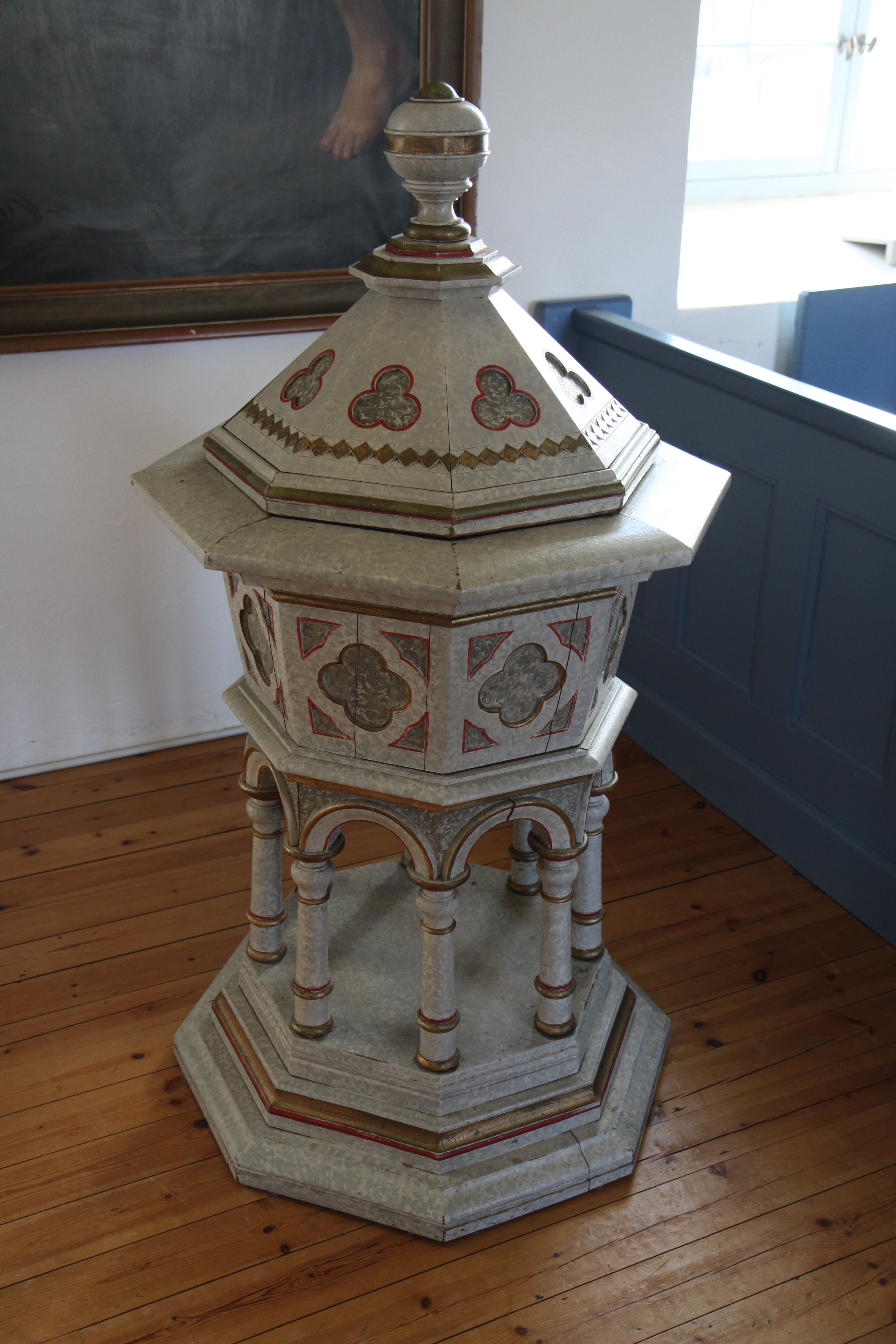
Dopfunten.
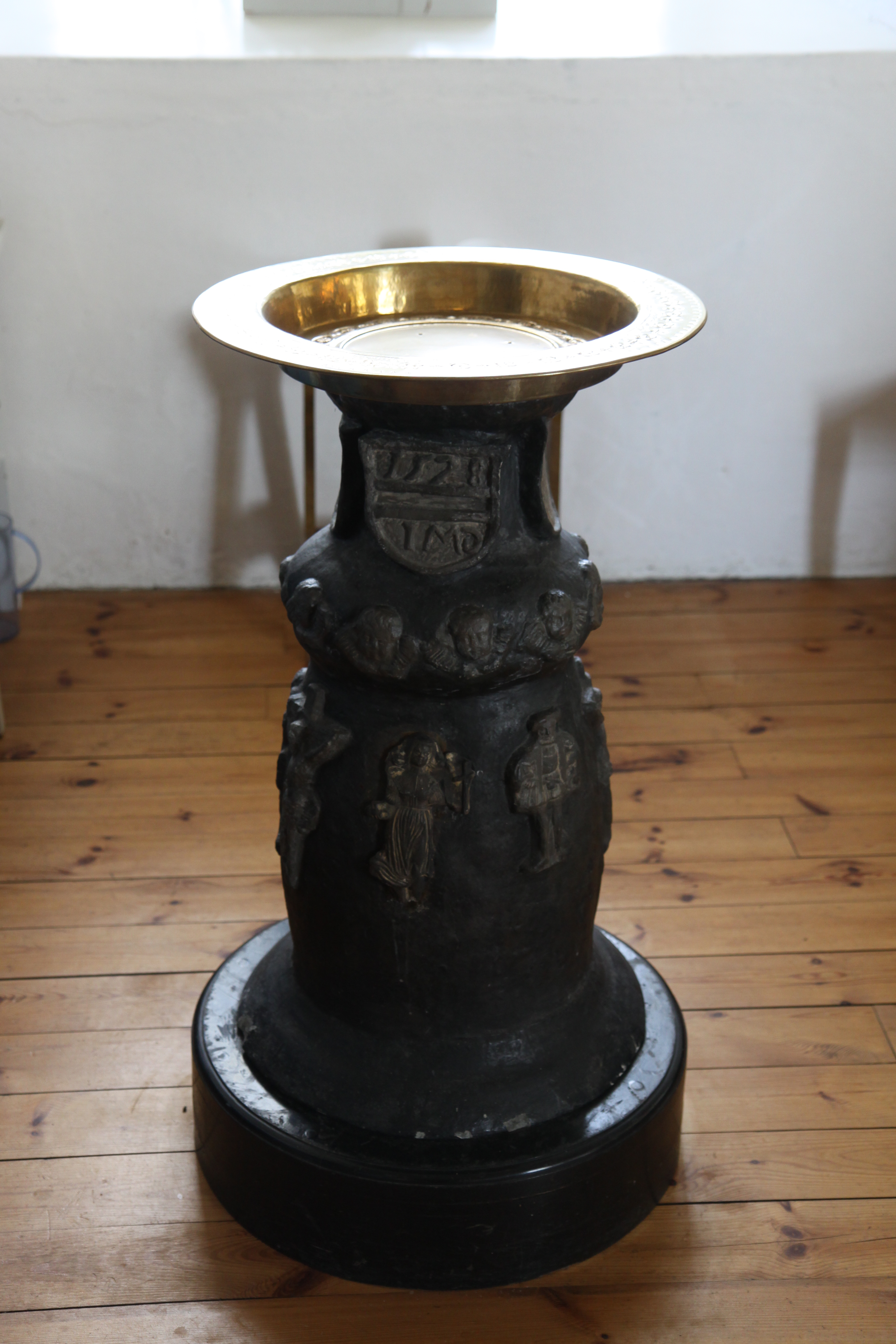
Äldre dopfunten.